# Micronaclia imaitsia
Micronaclia imaitsia là một loài bướm đêm thuộc phân họ Arctiinae, họ Erebidae.